# Hamptjärnen (Gustafs socken, Dalarna)
Hamptjärnen är en sjö i Säters kommun i Dalarna och ingår i Norrströms huvudavrinningsområde.